# Koppelberg Altgalow (Westteil)
Koppelberg Altgalow (Westteil) este o arie protejată (arie specială de conservare — SAC, sit de importanță comunitară — SCI) din Germania întinsă pe o suprafață de 2,78 ha, integral pe uscat.

## Localizare
Centrul sitului Koppelberg Altgalow (Westteil) este situat la coordonatele 52°59′38″N 14°09′27″E / 52.9939°N 14.1575°E.

## Înființare
Situl Koppelberg Altgalow (Westteil) a fost declarat sit de importanță comunitară în martie 2004.

## Biodiversitate
Situată în ecoregiunea continentală, aria protejată conține 1 habitat natural: Pajiști stepice subpanonice.
La baza desemnării sitului se află un număr nedeclarat de specii protejate.